# Mariakapel (Broekhem)

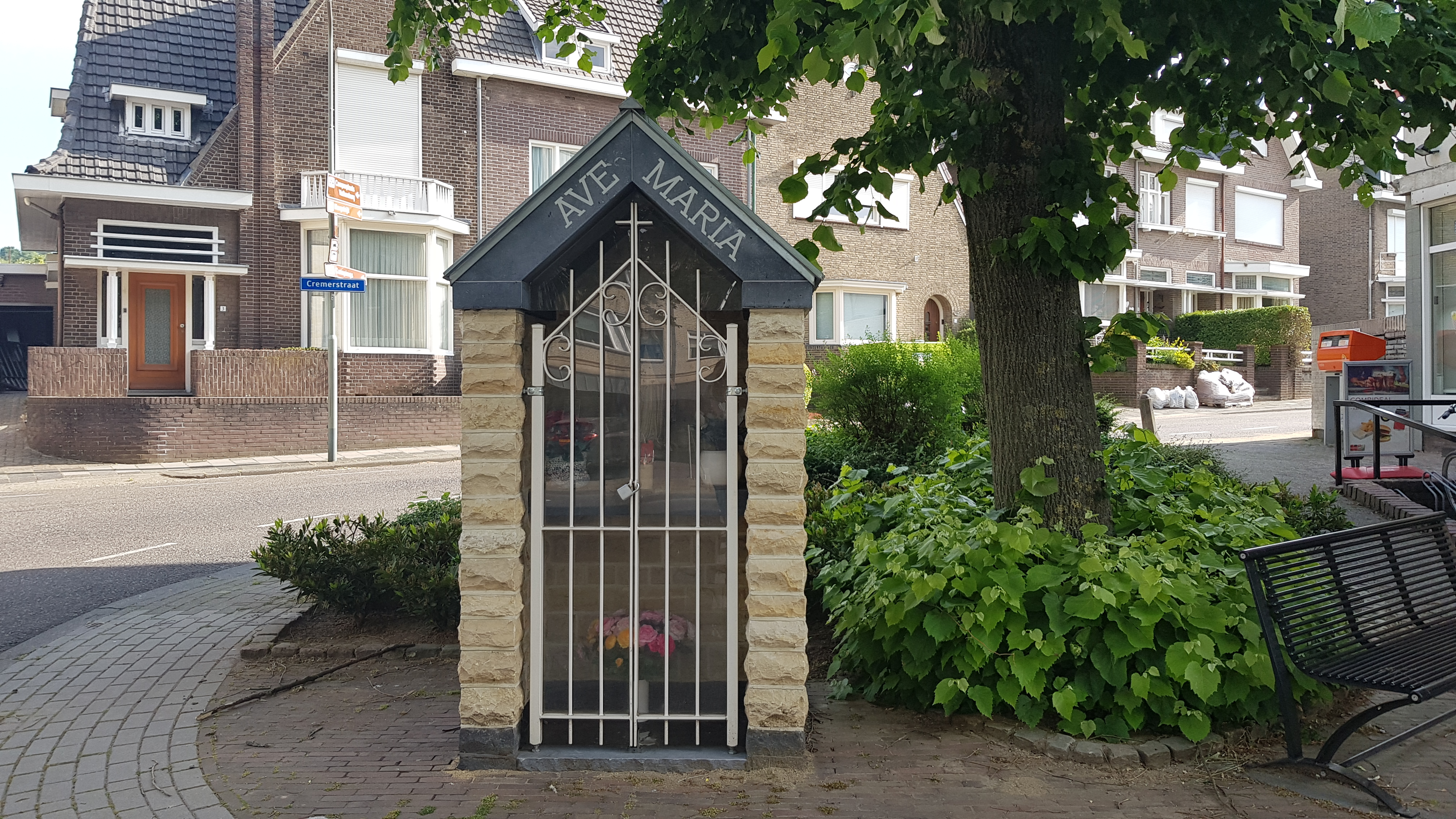
De Mariakapel van Broekhem

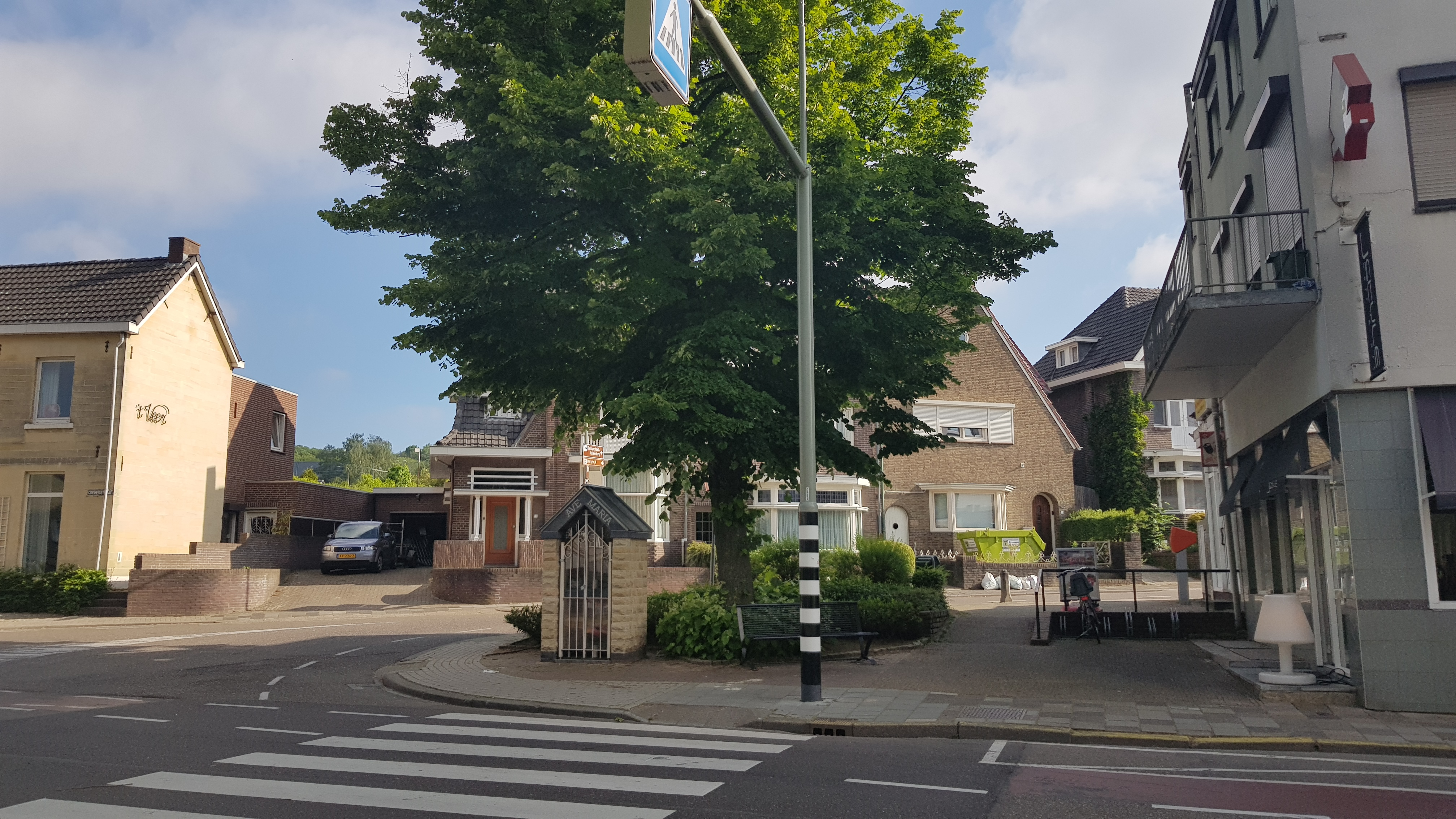
De kapel onder de boom

De Mariakapel is een wegkapel midden in Broekhem in Valkenburg in de Nederlands Zuid-Limburgse gemeente Valkenburg aan de Geul. De kapel staat tegenover de Sint-Jozefkerk aan de splitsing van de straat Broekhem en de Cremerstraat.
De kapel is gewijd aan Maria.

## Geschiedenis
In de periode 1880-1980 stond er op deze plaats een mergelstenen kapel.
Tot 2017 stond er op deze plaats een ruim 40 jaar oude niskapel die bestond uit een gehalveerde boomstam waarin een wit geschilderde nis was aangebracht. In deze nis was een Mariabeeldje met kindje Jezus geplaatst en de nis werd aan de voorzijde beschermd door een traliewerk. Boven de nis was er een houten afdakje gemaakt.
In 2017 werd er door de Werkgroep Kruisen en Kapellen en de Valkenburgse Kunst- en Cultuurraad op deze plek een nieuwe niskapel gebouwd. Op 2 juli 2017 werd de vernieuwde kapel door de pastoor ingezegend.

## Bouwwerk
De open kapel is op een rechthoekig plattegrond opgetrokken in Kunradersteen. De voorzijde van de kapel is open en wordt afgesloten met een traliehek. De kapel wordt gedekt door een houten zadeldak waarbij op de dakrand van de frontgevel de tekst AVE MARIA is aangebracht.
In de kapel is er een blad aangebracht dat dienst doet als altaar. Op dit altaar is een Mariabeeldje geplaatst.